# 香港大學民意研究計劃
香港大學民意研究計劃，簡稱港大民研，是隸屬於香港大學社會科學學院社會科學研究中心的一項民意調查研究計劃，於1991年6月成立，研究主任為鍾庭耀。研究隊負責有關研究的設計，包括抽樣調查方法、問卷調查設計、督導、數據分析及報告撰寫。
香港大學民意研究計劃從2000年開始不再獲得大學資助，以自負盈虧經營。從2019年7月1日開始，港大民研脫離港大社會科學學院獨立，成為香港民意研究所，並繼續現有民研工作，自負盈虧。新機構繼續由鍾庭耀領導，該天亦是他從港大退休的日子，他稱機構脫離港大獨立與他退休有關。

## 爭議

### 港大民調風波
2000年7月7日，鍾庭耀分別在《南華早報》和《信報》上撰文，指出香港行政長官董建華於過去一年來，多次透過特別渠道向他施壓，要求他停止對香港政府及行政長官的民望進行民意調查。其後，鍾庭耀公開傳話人身份為時任香港大學校長鄭耀宗，並且透過副校長兼鍾庭耀的博士論文教師黃紹倫傳達。香港大學校務委員其後委任一個獨立調查小組，最後查明鍾庭耀的指控屬實，行政長官辦公室高級特別助理路祥安透過會面鄭耀宗，希望阻止不利香港政府的民意調查結果。同年9月6日，事件在鄭耀宗及黃紹倫宣佈請辭而告終。

### 行政長官梁振英的評分爭議
2014年3月11日，香港大學民意研究計劃公佈香港行政長官梁振英的最新支持度評分為47.5分，並且公佈原始統計數據，以軟件統計產品與服務解決方案的格式提供。約1,000名受訪者中，61.8%評級為「合格」的50分或以上，38.2%評級為「不合格」的50分以下，香港親建制派認為香港大學民意研究計劃只公佈平均分存有誤導成分。事件引起媒體報道。鍾庭耀回應指出，將50分視作正面評分使到數據不平衡。根據原始統一數據，28.6%受訪者評級為50分，即顯示正面評分應該為33.1%，負面評分為38.2%。

## 相關活動
- 3.23民間全民投票
- 6.22民間全民投票
- 2017特首選舉民間全民投票
- 2020年香港立法會選舉民主派初選

## 民意日誌
香港大學民意研究計劃自2007年1月起在《香港大學民意網站》(http://hkupop.hku.hk （页面存档备份，存于）) 開設「民意日誌」專頁，以按日形式紀錄每日大事，及提供若干在當天錄得的民意調查數字。民研計劃的目的，是提供準確的資料讓讀者自己判斷民調數字起跌的原因。「民意日誌」在2007年1月17日開始運作，初時只提供數個月來的每日大事和特首民望數字。時至今日，「民意日誌」已經收錄了2006年1月1日起的大事紀要和多項民調數字，並在不斷擴充之中。 
2007年7月，民研計劃與慧科訊業有限公司合作，從7月24日起，「民意日誌」中的每日大事紀錄由慧科訊業按照民研計劃設計的分析方法，按日提供給民研計劃，經民研計劃核實後隨即上載到「民意日誌」，為讀者提供更快更準的資訊。 
瀏覽人士除了可以透過「民意日誌」查閱大事紀錄外，亦可查閱更多按日民調數字，包括特首民望、特區政府民望和問責司長民望等9個民調項目。

## 類似組織
- 香港過渡期研究計劃（香港浸會大學）
- 香港中文大學亞太研究所（香港中文大學）

## 外部連結
- 香港大學民意網站 （页面存档备份，存于）